# Aleja Zwycięstwa (Bukareszt)

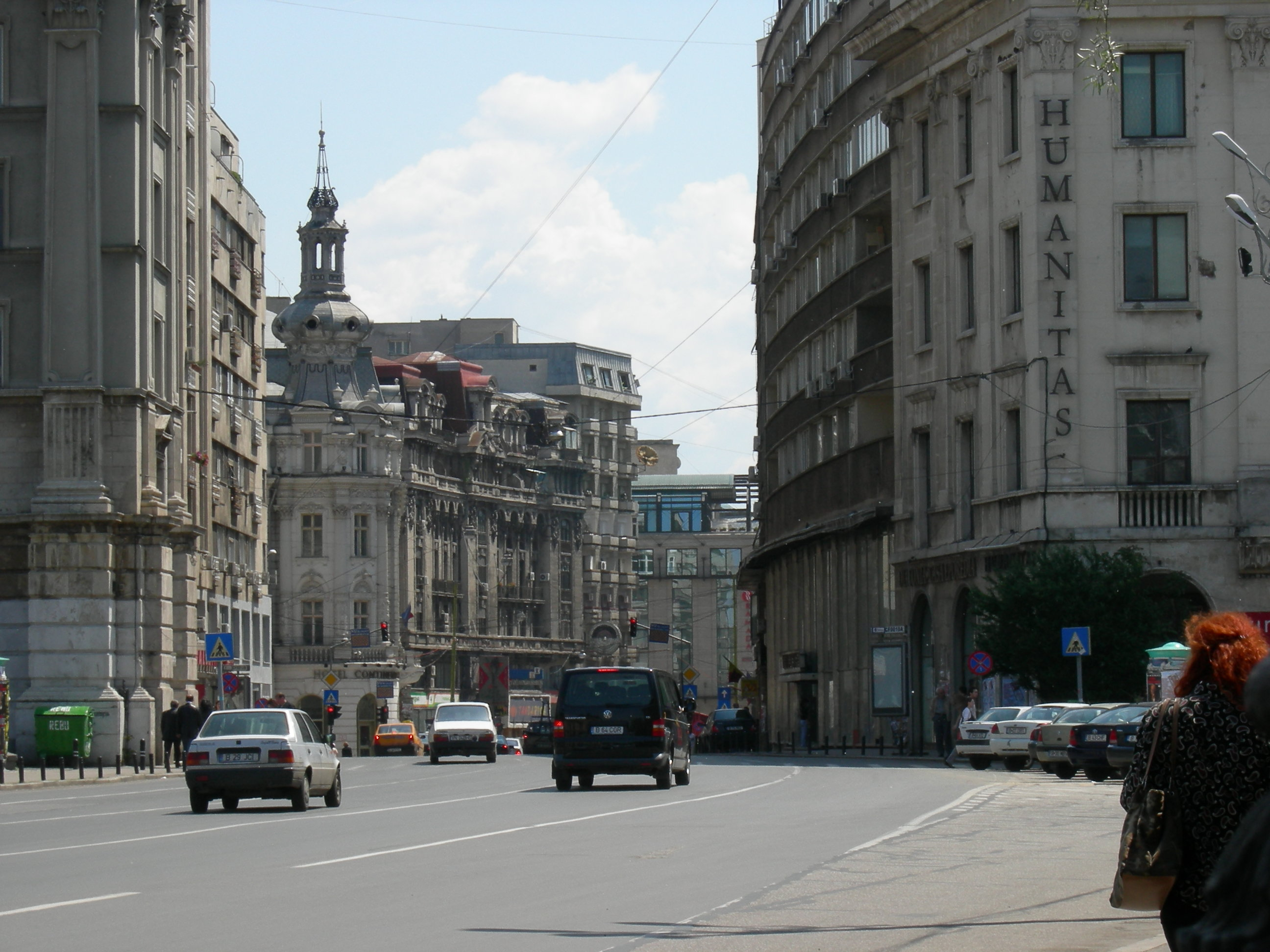
Aleja Zwycięstwa

Aleja Zwycięstwa (rum. Calea Victoriei) – główna aleja w centrum Bukaresztu. Prowadzi od Splaiul Independenţei (która biegnie równolegle do rzeki Dymbowica) na północ i następnie na północny zachód do Piața Victoriei, gdzie biegnie dalej na północ jako Șoseaua Kiseleff. Ma długość 2700 metrów.
Została wytyczona przez Constantina Brâncoveanu w 1692 Początkowo ulica ta nazywała się Podul Mogoşoaiei (Most do Mogoşoai). Aleją Zwycięstwa została nazwana na pamiątkę pochodu zwycięskiej armii rumuńskiej, która powróciwszy z wojny o niepodległość w 1878.